# Desfluran
Desfluran (ursprünglich I-653) ist ein als Inhalationsanästhetikum benutzter, ausschließlich mit Fluor halogenierter Ethylmethylether aus der Gruppe der Flurane. Das Desfluran hat eine gute hypnotische und eine schwache analgetische und muskelrelaxierende Wirkung. Es zeichnet sich, wegen schneller An- und Abflutung sowie einer geringen Blut- und Gewebelöslichkeit, durch eine sehr gute Steuerbarkeit aus. Desfluran wurde 1991 in den USA und 1995 in Deutschland zugelassen. In Deutschland, Österreich und der Schweiz wird es von Baxter unter dem Handelsnamen Suprane und von Piramal unter seinem generischen Namen vertrieben. Verabreicht wird Desfluran über einen Verdampfer.

## Chemie

### Eigenschaften
Die Dichte von Desfluran ist als Flüssigkeit 1,48 g/ml. Angaben zum Siedepunkt variieren zwischen 22,8 °C und 23,5 °C. Der Dampfdruck beträgt bei 20 °C 885 hPa. Aufgrund dieses niedrigen Siedepunktes ist eine spezielle Verdampfertechnologie erforderlich.

### Stereochemie
Desfluran ist ein Racemat, also ein 1:1-Gemisch aus folgenden zwei Enantiomeren:
| Enantiomere von Desfluran | Enantiomere von Desfluran |
| ------------------------- | ------------------------- |
| (R)-Enantiomer            | (S)-Enantiomer            |

## Pharmakologie
Der äußerst niedrige Blut-Gas-Verteilungskoeffizient von Desfluran beträgt 0,42, das heißt bei einer Konzentration von 1 Volumenprozent (Vol-%) in den Lungenbläschen beträgt die Konzentration im Blut 0,42 Vol-%. Die geringe Löslichkeit bewirkt ein schnelles Erwachen in der Ausleitungsphase. Die minimale alveoläre Konzentration ist 6 %, Desfluran ist damit weniger potent als die im Wesentlichen ähnlich wirkenden Inhalationsanästhetika Isofluran oder Sevofluran. Im Unterschied hierzu weist Desfluran jedoch eine ausgeprägte schleimhautreizende Eigenschaften auf, was beim wachen Patienten mitunter sogar einen Broncho- oder Laryngospasmus auslösen kann. Somit eignet es sich nicht für eine inhalative Narkoseeinleitung, sondern wird üblicherweise nur zur Fortführung und Aufrechterhaltung einer anderweitig (meist intravenös) eingeleiteten Narkose eingesetzt.
Die Metabolisierungsrate (Biotransformation) von Desfluran ist minimal und mit unter 0,1 % noch geringer als die aller anderen halogenierten Anästhetika, wodurch die Wahrscheinlichkeit einer Leberschädigung sehr niedrig ist. Daher kann es auch bei Patienten mit vorbestehender Lebererkrankung eingesetzt werden. Wie die anderen Inhalationsanästhetika erhöht Desfluran den Hirndruck und kann sehr selten eine maligne Hyperthermie auslösen. Eine spezifische Besonderheit von Desfluran besteht indes darin, dass es bei schneller Anflutung (im Sinne einer Narkosevertiefung) zu einer paradoxen Aktivierung des Sympathikus mit Anstieg von Herzfrequenz und Blutdruck kommen kann, was bei vorerkrankten Patienten Hirn- und Herzschäden begünstigt.
Durch die Reaktion mit Atemkalk kann Kohlenstoffmonoxid (CO) entstehen, was insbesondere bei ausgetrockneten CO2-Absorbern und hohen Gaskonzentrationen der Fall ist.

## Umwelt
Die atmosphärische Lebensdauer beträgt 14 Jahre, und die Emissionen lagen 2015 bei (geschätzt) 960 Tonnen pro Jahr. Desfluran schädigt nach Entweichen in die Atmosphäre die Ozonschicht, allerdings in geringerem Ausmaß als die (inzwischen aus medizinischen Gründen ohnehin kaum noch eingesetzten) bromierten bzw. chlorierten Stoffe wie Halothan, Enfluran und Isofluran.
Nach einer Untersuchung aus dem Jahr 2010 schneidet jedoch Desfluran hinsichtlich seiner Wirkung als Treibhausgas – verglichen mit Isofluran und Sevofluran – mit Abstand am schlechtesten ab. Sein Treibhauspotential ist 2540 (d. h. es trägt 2540-mal so viel zum Treibhauseffekt der Erde bei wie eine massegleiche Menge CO2), wohingegen Sevofluran ein Treibhauspotential von „lediglich“ 130 aufweist; Obendrein muss einem Patienten für die Erreichung bzw. Aufrechterhaltung einer bestimmten Narkosetiefe erheblich mehr Desfluran als Sevofluran zugeführt werden (MAC-Wert 6,0 bzw. 2,1 %), was die Umweltbilanz weiter verschlechtert. Aus diesem Grund ist der Einsatz des Wirkstoffs in der Anästhesie zunehmend in die Kritik geraten; mehrere deutsche Kliniken haben inzwischen Konsequenzen gezogen und den Stoff aus dem Tagesbetrieb ihrer Anästhesieabteilungen ganz oder teilweise verbannt. In Schottland ist die Verwendung von Desfluran bis auf wenige Ausnahmefälle seit März 2023 ganz verboten. In der Geschichte der Medizin stellen solche Entwicklungen insofern ein Novum dar, als ein Medikament weder aus (unmittelbar) medizinischen noch aus finanziellen, sondern ausschließlich aus Klimaerwägungen für obsolet erklärt wurde. Im neuen Entwurf der EU-Verordnung über fluorierte Treibhausgase („F-Gas-Verordnung“) ist vorgesehen, die Verwendung von Desfluran ab dem 1. Januar 2026 zu verbieten.